# Diccionario de la lengua española

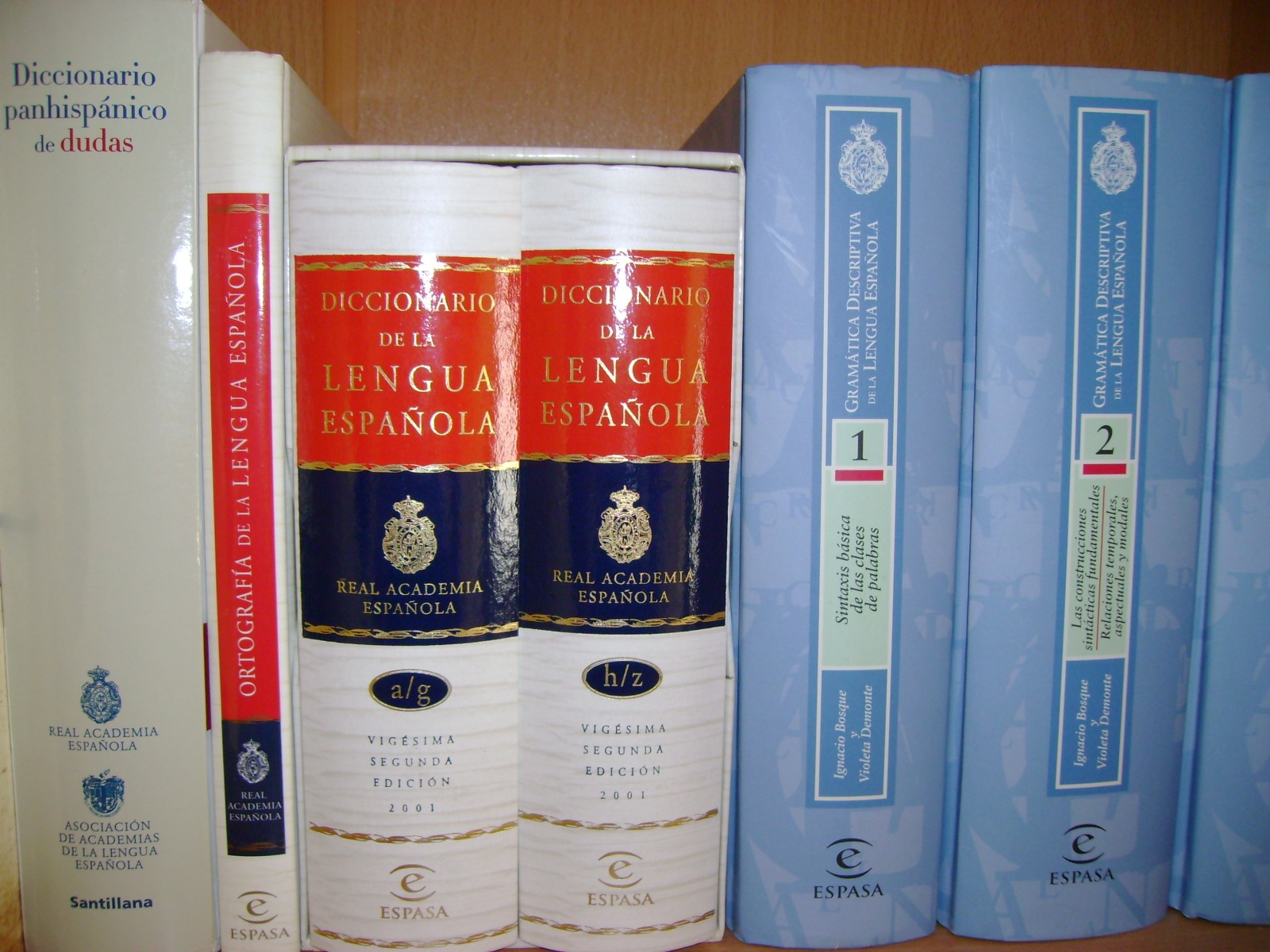
Diccionario de la lengua española

A Diccionario de la lengua española (rövidítve DRAE) a spanyol nyelvnek a Spanyol Királyi Akadémia (RAE) által, a Spanyol Nyelvi Akadémiák Egyesülete (ASALE) közreműködésével szerkesztett normatív akadémiai értelmező szótára, egyúttal jelenleg a legterjedelmesebb hivatalos spanyol értelmező szótár. A RAE a többi szótárkiadványától való megkülönböztetésként diccionario usual (kéziszótár) névvel illeti.

## A mű rövid ismertetése
A DRAE a legterjedelmesebb és legáltalánosabban használt értelmező szótár, amelyet a spanyol nyelv alapszótárának tekintenek. Első kiadását 1780-ban készítették. Jelenleg a 2001-ben megjelent 22. kiadás van érvényben, amely 88 431 szócikket tartalmaz. Az interneten a 23. kiadás előzetese – a 22. kiadás az átdolgozott szócikkekre való átváltási lehetőséggel – is megtekinthető. A szótár az összes olyan szót és kifejezést tartalmazza, amely az egész nyelvterületen általánosan használatos, ezen kívül számos régies vagy elavult, ma már nem használt szó is szerepel a szótárban, ami a régi spanyol irodalom megértéséhez nyújthat segítséget; ugyanakkor ez utóbbiért sok kritika is éri az akadémiai értelmező szótárat.
A mű kétféle nyomtatott formátumban (kétkötetes változat: I.: A–G és II.: H–Z, valamint nagyalakú egykötetes változat: A–Z), CD-ROM-on, illetve ingyenes online változatban is elérhető a RAE honlapján. A könyv és a CD-ROM változat kiadója az Editorial ESPASA CALPE, S.A. (Az alábbiakban az általános, kétkötetes változatot ismertetjük.)

## A DRAE eddigi kiadásai időrendben
1.: 1780; 2.: 1783; 3.: 1791; 4.: 1803; 5.: 1817; 6.: 1822; 7.: 1832; 8.: 1837; 9.: 1843; 10.: 1852; 11.: 1869; 12.: 1884; 13.: 1899; 14.: 1914; 15.: 1925; 16.: 1936, 1939; 17.: 1947; 18.: 1956; 19.: 1970; 20.: 1984; 21.: 1992; 22.: 2001; 23.: 2014-re tervezett.
Valamennyi felsorolt előző kiadás szabadon megtekinthető a RAE elektronikus lexikográfiai adatbázisán keresztül (lásd lentebb). A legújabb, 23. kiadás kidolgozása folyamatban van, a már átdolgozott szócikkek tervezete a jelenlegi honlapon is elérhetőek a vonatkozó szócikkekből egy hivatkozásra kattintva.

## A 22. kiadás felépítése
- ÍNDICE – Tartalomjegyzék (I. kötet, 2 oldal)
- PREÁMBULO – Előszó (I. kötet, 2 oldal)
- REAL ACADEMIA ESPAÑOLA – A RAE bemutatása, tagjainak listája (I. kötet, 3 oldal)
- ACADEMIAS CORRESPONDIENTES – A RAE társakadémiák és tagjaik felsorolása (I. kötet, 8 oldal)
- TÁBULA GRATULATORIA – Köszönetnyilvánítás a szótár létrehozásában segítő személyek és szervezetek felsorolásával (I. kötet, 4 oldal)
  - FUNDACIÓN PRO REAL ACADEMIA ESPAÑOLA – a Spanyol Királyi Akadémiáért Alapítvány
  - INSTITUTO DE LEXICOGRAFÍA – Lexikográfiai Intézet
- LA VIGÉSIMA SEGUNDA EDICIÓN DEL DICCIONARIO DE LA REAL ACADEMIA ESPAÑOLA – A 22. kiadás ismertetése (I. kötet, 5 oldal)
- ADVERTENCIAS PARA EL USO DE ESTE DICCIONARIO – Útmutató a szótár használatához (I. kötet, 20 oldal)
  - CARACTERÍSTICAS DEL DICCIONARIO – A szótár jellemzői
  - CONTENIDOS – A szótár tartalmának ismertetése
  - MANEJO DEL DICCIONARIO – A szótár kezelésének ismertetése
  - ESTRUCTURA DE LOS ARTÍCULOS DEL DICCIONARIO – A szócikkek szerkezete
  - CARACTERÍSTICAS DE CADA UNO DE LOS ELEMENTOS DE LOS QUE CONSTA EL ARTÍCULO – A szócikkeket alkotó elemek egyenkénti ismertetése
  - CONTENIDO DE LAS ACEPCIONES – A jelentésblokkok tartalma
- ABREVIATURAS Y SIGNOS EMPLEADOS – Alkalmazott rövidítések és jelek jegyzéke (I–II. kötet, egyenként 5 oldal)
- DICCIONARIO DE LA LENGUA ESPAÑOLA – Értelmező szótári rész (I–II. kötet, összesen 2349 oldal)
- APÉNDICE. MODELOS DE CONJUGACIONES – Függelék az igetípusok ragozási táblázataival (II. kötet, 16 oldal / 63 ige)